# Bastón blanco

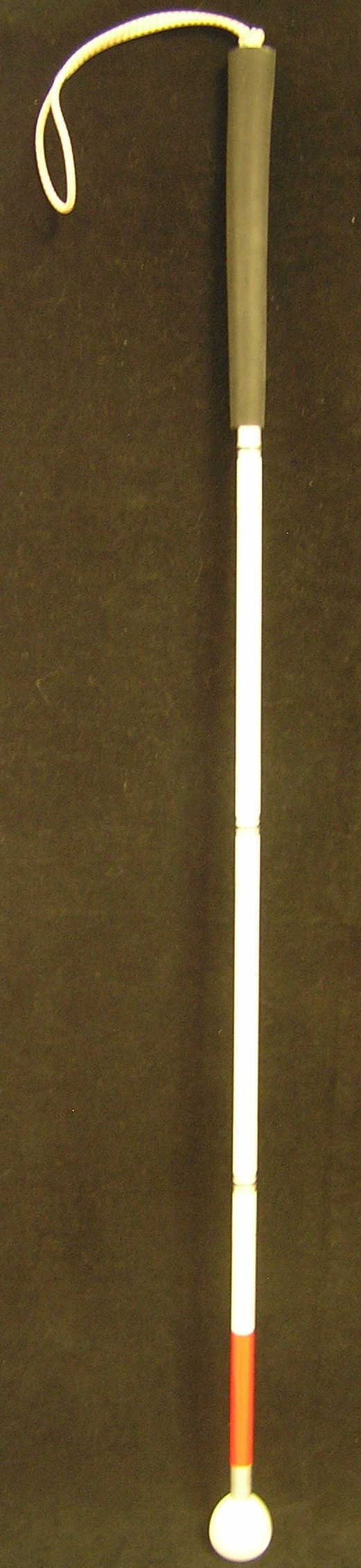
Ejemplo de un bastón blanco

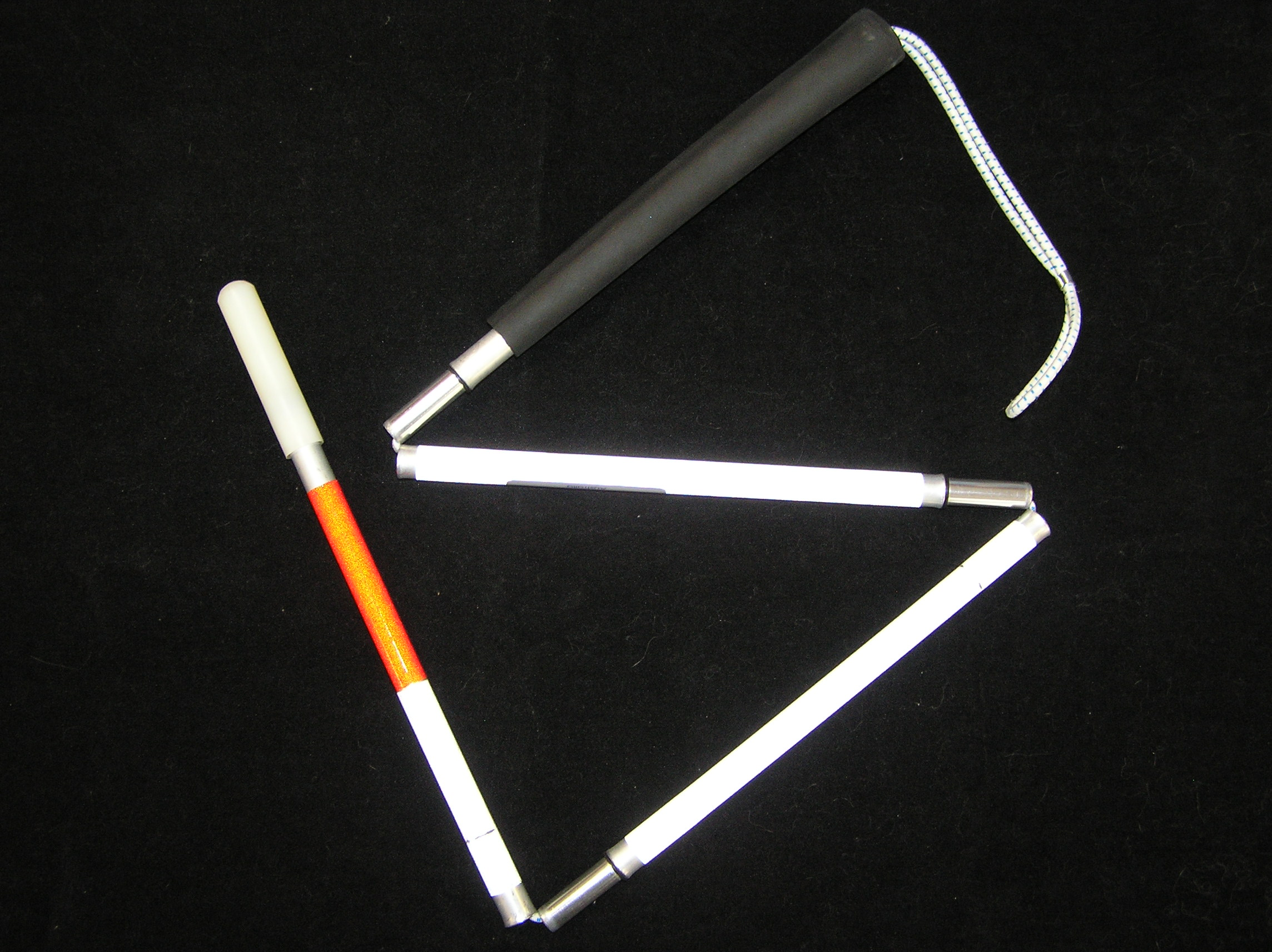
Bastón plegable

El bastón blanco es una vara ligera y alargada que identifica a las personas ciegas y con discapacidad visual, que les sirve de guía para desplazarse de manera autónoma por la vía pública. Esta herramienta tiene tres características básicas: distintivo, protección e información. Los bastones suelen tener una empuñadura de goma y en la parte inferior una puntilla metálica rodante. Existen modelos plegables o rígidos.

## Características del bastón blanco
Existen varios tipos de bastón, entre los más comunes se encuentran: el bastón simple, el bastón guía y el bastón largo.
El tamaño del bastón puede llegar a la altura del esternón y la medida puede variar dependiendo de la altura de la persona que lo usa. La tecnología también se ha dado a la tarea de ir modernizando, ya que ahora algunos bastones cuentan con GPS; incluso la universidad de Oxford inventó unas gafas que le permiten a las personas ciegas identificar todo lo que existe a su alrededor y evitar posibles accidentes; así como hoy en día existen otras alternativas al bastón para facilitar el desempeño de las personas invidentes.
El bastón blanco permite a las personas invidentes o ciegas realizar sus actividades en la vía pública con mucha más confianza.

## Historia
La invención y uso del bastón blanco para ciegos se atribuye a diferentes personas ya que a lo largo de la historia, las personas con discapacidad visual han llevado bastones como ayuda para moverse entre los obstáculos. A partir del siglo XX con la difusión del automóvil se hizo necesario un medio de advertir a los conductores y a los peatones de la presencia de una persona ciega. 
El consenso de las fuentes, atribuye la idea original al inglés James Biggs, quien en 1921, pintó su bastón de color blanco para indicar su condición de ciego. El bastón blanco dio el salto a Europa gracias a la campaña de una dama parisina, Guilly d’Herbemont, quien en noviembre de 1930 escribió una carta a un periódico de la ciudad, instando a que los ciegos usaran los batons blancs, similares a los que llevaba la policía de tráfico. Unos meses más tarde, d’Herbemont organizó una ceremonia para que el presidente francés presentara un bastón blanco a un veterano de guerra ciego y a un civil ciego. Luego, donó 5000 bastones blancos a los residentes ciegos de la ciudad. Por la misma época, el presidente del Club de Leones de Peoria, George A. Bonham, logró la solidaridad de miles de socios cuando introdujo el bastón blanco en Norteamérica. Los Leones habían aceptado con entusiasmo el llamamiento de Helen Keller de ayudar a los ciegos en una Convención de Clubes de Leones que se había celebrado cinco años antes. En diciembre de 1930, el Ayuntamiento de Peoria aprobó la primera “ley de seguridad del bastón blanco” de la nación que daba a los ciudadanos ciegos el derecho de paso y otras protecciones cuando llevaban un bastón blanco. 
En los medios de comunicación argentinos, se atribuye el invento a José Mario Fallótico, un activista político que en 1931 o 1921, tuvo la idea del bastón blanco y la ofreció a la Biblioteca Argentina para Ciegos. Aceptada por la misma, se hizo universal, pero (según estas fuentes) Fallótico nunca patentó su invento.

## Responsabilidad Social
En el avance de la tecnología en el bastón blanco:
Responsabilidad (tecnología incluyente) 
El 15 de octubre se celebra el Día Mundial del Bastón Blanco de Seguridad.